# Bullacris intermedia
Bullacris intermedia is een rechtvleugelig insect uit de familie Pneumoridae. De wetenschappelijke naam van deze soort is voor het eerst geldig gepubliceerd in 1916 door Péringuey.
1. ↑  (en) Bullacris intermedia op de IUCN Red List of Threatened Species.